# Chicago Shamrocks
Die Chicago Shamrocks waren eine US-amerikanische Eishockeymannschaft aus Chicago, Illinois. Die Mannschaft spielte von 1930 bis 1932 in der American Hockey Association.  

## Geschichte
Das Franchise wurde 1930 als Expansionsteam der American Hockey Association gegründet. Dort füllten sie die Lücke, die die Chicago Cardinals, die ebenfalls in der AHA spielten, nach ihrer Umsiedlung 1927 in der Stadt hinterlassen hatten. In ihrer Premierenspielzeit belegte die Mannschaft den fünften Platz der regulären Saison und verpasste die Playoffs. In der Saison 1931/32 übernahm der Kanadier Babe Dye, der als Spieler regelmäßig zu den Topscorern der National Hockey League gehörte, das Amt als Cheftrainer bei den Shamrocks und führte diese auf Anhieb zum Meistertitel. In der regulären Saison belegten die Shamrocks den ersten Platz und qualifizierte sich souverän für die Playoffs. Im Playoff-Halbfinale erhielt das Team ein Freilos, im Finale schlug man die Duluth Hornets mit 3:1-Siegen in der Best-of-Five-Serie. Trotz dieses Erfolges wurde das Franchise anschließend aufgelöst.  